# 时珍淫羊藿
时珍淫羊藿（学名：Epimedium lishihchenii）为小檗科淫羊藿属下的一个种。

## 扩展阅读
- 維基物種上的相關：时珍淫羊藿